# Jura Museum
Le Jura Museum d'Eichstätt, situé en Bavière, est un musée consacré aux découvertes du site de fossiles de Solnhofen, abritant notamment un spécimen d'Archaeopteryx, mais aussi d'autres espèces des lieux, ainsi que des reconstitutions (aquarium de limules). Ses collections se trouvent au Collegium Willibaldinum et au château Saint-Willibald (de) de la ville.